# Archéologie Alsace

Archéologie Alsace est un établissement public qui exerce des missions scientifiques, patrimoniales, éducatives et culturelles en Alsace.
Sa création résulte d’une volonté politique forte et d’un partenariat inédit entre les Départements du Bas-Rhin et du Haut-Rhin. Cette ambition s'est concrétisée en 2006 par la mutualisation de leurs ressources et l'implantation de l'établissement à Sélestat, sous le nom de Pôle d'Archéologie Interdépartemental Rhénan (PAIR), qu'il portera pendant 10 ans, avant un changement de dénomination en octobre 2016.

## Missions
Acteur majeur de l’archéologie territoriale, l’établissement assure une chaîne opératoire archéologique complète :

### Conseil aux aménageurs
Face aux enjeux d’aménagement de leur territoire, de nombreux aménageurs (collectivités, établissements publics, sociétés privées, particuliers) se sentent démunis face à la complexité et aux exigences de la réglementation en vigueur en matière d’archéologie préventive. Ce constat a conduit Archéologie Alsace à développer une mission de conseil juridique et technique, visant à une meilleure conciliation entre enjeux scientifiques, patrimoniaux, et de développement économique. Les principales composantes de cet accompagnement sont :
- la sensibilisation des acteurs de l’aménagement aux enjeux de l’archéologie,
- la veille et la prospective des projets sur le territoire,
- l’accompagnement des aménageurs en amont de leurs projets et dans leur mise en œuvre.

### Recherches archéologiques
Archéologie Alsace réalise des diagnostics et des fouilles préventives afin de documenter des vestiges qui pourraient être détruits par des travaux d’aménagement du territoire. Des fouilles programmées rassemblent des équipes composées d’archéologues, d’universitaires et de chercheurs mais aussi de bénévoles et d’étudiants. Les archéologues participent à des programmes de recherche sur des problématiques régionales, interrégionales ou nationales, publient et communiquent les résultats de leurs travaux à l’occasion de rencontres scientifiques. 
Une bibliothèque accessible sur rendez-vous recense près de 10 000 références.
- 700 diagnostics et fouilles depuis 2006
- 9 périodes chronologiques du Paléolithique à l’époque contemporaine
- 7 spécialités de recherche : archéologie du bâti, étude du mobilier, archéo-anthropologie, archéo-zoologie, carpologie, sédimentologie, géophysique

### Restauration et conservation des collections
Les collections archéologiques sont composées d’objets façonnés par l’homme (artefacts) ainsi que d’ossements et d’éléments naturels. Elles sont conservées dans des réserves, à des conditions de température et d’humidité adaptées. Un laboratoire de restauration assure la conservation des matériaux les plus sensibles, leur restauration pour étude et des interventions ponctuelles dans le cadre d’expositions et de publications. Le bâtiment qui abrite le service Archéologie Alsace comprend également le Centre de conservation et d'étude (CCE) d'Alsace, qui offre aux chercheurs et aux professionnels de l'archéologie un accès unique et optimisé. Son activité est pilotée par Archéologie Alsace, en partenariat avec l’État
- 310 m3 de collections
- 15 réserves sur 1 450 m²
- Tous types de matériaux : pierre, bois, céramique, métal, verre, ossements animaux et humains, graines, etc.

### Médiation culturelle
Archéologie Alsace organise des visites de ses fouilles et anime des conférences à destination de tous les publics afin de faire découvrir les méthodes et les métiers de l’archéologie et de partager le résultat des recherches. Des expositions sont présentées, en collaboration avec les acteurs de l’archéologie et du patrimoine ; un accompagnement est proposé aux collectivités qui souhaitent valoriser des vestiges. Des animations  autour de l’archéologie sont réalisées, dans le cadre de partenariats et à l’occasion de manifestations nationales.
- plus de 56 000 visiteurs depuis 2006
- 50 fouilles ouvertes au public
- 40 expositions
- 5 mallettes empruntables thématiques et chronologiques
- 1 salle pédagogique équipée d’un bac de fouille